# Golfe nos Jogos Pan-Americanos de 2015 - Individual masculino
A categoria Individual masculino foi uma competição de golfe nos Jogos Pan-Americanos de 2015 disputada entre 16 e 19 de julho no Angus Glen Golf Club em Markham, Ontário, no Canadá.

## Calendário
Horário Local (UTC-5).
| Data        | Hora  | Rodada   |
| ----------- | ----- | -------- |
| 16 de julho | 8:00  | Rodada 1 |
| 17 de julho | 10:12 | Rodada 2 |
| 18 de julho | 8:00  | Rodada 3 |
| 19 de julho | 9:04  | Rodada 4 |

## Medalhistas
| Ouro   | COL Marcelo Rozo   |
| Prata  | ARG Tommy Cocha    |
| Bronze | CHI Felipe Aguilar |

## Resultados
| Pos.              | Nome                | País | Rodada 1 | Rodada 2 | Rodada 3 | Rodada 4 | Total | Notas |
| ----------------- | ------------------- | ---- | -------- | -------- | -------- | -------- | ----- | ----- |
| Medalha de ouro   | Marcelo Rozo        | COL  | 68       | 76       | 63       | 68       | 275   |       |
| Medalha de prata  | Tommy Cocha         | ARG  | 73       | 69       | 67       | 67       | 276   |       |
| Medalha de bronze | Felipe Aguilar      | CHI  | 69       | 67       | 69       | 71       | 276   |       |
| 4                 | Lee McCoy           | USA  | 70       | 68       | 71       | 69       | 278   |       |
| 5                 | Austin Connelly     | CAN  | 70       | 69       | 70       | 71       | 280   |       |
| 6                 | Beau Hossler        | USA  | 70       | 74       | 68       | 69       | 281   |       |
| 7                 | Alejandro Tosti     | ARG  | 65       | 79       | 68       | 72       | 284   |       |
| T8                | Adilson da Silva    | BRA  | 71       | 70       | 73       | 72       | 286   |       |
| T8                | Andre Tourinho      | BRA  | 70       | 74       | 70       | 72       | 286   |       |
| T8                | Jorge García        | VEN  | 70       | 74       | 68       | 74       | 286   |       |
| 11                | Mark Tullo          | CHI  | 74       | 69       | 74       | 70       | 287   |       |
| 12                | Luis Barco          | PER  | 70       | 68       | 72       | 78       | 288   |       |
| T3                | Juan Miguel Heredia | ECU  | 73       | 76       | 71       | 70       | 290   |       |
| T3                | José Luis Montaño   | BOL  | 70       | 72       | 75       | 73       | 290   |       |
| 15                | Garrett Rank        | CAN  | 79       | 72       | 72       | 70       | 293   |       |
| 16                | Juan Álvarez        | URU  | 82       | 73       | 68       | 71       | 294   |       |
| 17                | Gustavo Morantes    | VEN  | 71       | 75       | 74       | 75       | 295   |       |
| T18               | Daniel Gurtner      | GUA  | 76       | 76       | 71       | 73       | 296   |       |
| T18               | Felipe Strobach     | PER  | 77       | 73       | 70       | 76       | 296   |       |
| T20               | Mateo Gómez         | COL  | 75       | 71       | 75       | 76       | 297   |       |
| T20               | Erick Juan Morales  | PUR  | 71       | 76       | 74       | 76       | 297   |       |
| 22                | James Johnson       | BAR  | 79       | 76       | 72       | 71       | 298   |       |
| 23                | Luis Gerardo Garza  | MEX  | 79       | 73       | 70       | 77       | 299   |       |
| 24                | Talin Rajendranath  | TTO  | 74       | 78       | 75       | 74       | 301   |       |
| T25               | Sachin Kumar        | TTO  | 78       | 76       | 73       | 75       | 302   |       |
| T25               | Jose Andrés Miranda | ECU  | 75       | 74       | 74       | 79       | 302   |       |
| 27                | Álvaro Ortiz        | MEX  | 78       | 77       | 74       | 74       | 303   |       |
| 28                | Sebastian Barnoya   | GUA  | 77       | 79       | 74       | 75       | 305   |       |
| 29                | George Scanlon      | BOL  | 84       | 74       | 69       | 79       | 306   |       |
| 30                | Ian Facey           | JAM  | 77       | 80       | 76       | 81       | 314   |       |
| T31               | José Méndez         | CRC  | 78       | 87       | 78       | 73       | 316   |       |
| T31               | Gustavo Silvero     | PAR  | 80       | 83       | 79       | 74       | 316   |       |

## Ligações Externas
- Site oficial